# Metal for the Brain
Metal for the Brain va ser el festival australià de heavy metal més llarg que hi ha hagut mai en el país. L'esdeveniment se celebrava a Canberra anualment, normalment a finals de l'any, i apareixien grups australians exclusivament. El festival va ser establert com a esdeveniment per donar caritat i va continuar fins al seu final el novembre del 2006.

## Grups
- 16 Novembre 1991 - Armoured Angel, Exceed, Adrenalin, Alchemist, Precursor, Nemesis
- 14 Novembre 1992 - Hard Ons, The Hammonds, Bladder Spasms, Armoured Angel, Alchemist, Percursor, Grungeon, Cyborium, Manticore
- 13 Novembre 1993 - Christbait, Misery, Acheron, Cruciform, Armoured Angel, Alchemist, Manticore, Persecution, Catharsis, Manticore
- Novembre 1994 - Cruciform (cancelled), Alchemist, Armoured Angel, Manticore, Psychrist, Epitaph, Cod Peace, Black Earth, Dement Ensemble
- 2 Desembre 1995 - Damaged, Alchemist, Bestial Warlust, Armoured Angel, Manticore, Psychrist, Superheist, Fracture, Dement Ensemble, Blathudah
- 14 Desembre 1996 - Alchemist, Blood Duster, Discordia, Abramelin, Superheist, Manticore, In:Extremis, Psychrist, Cod Peace, Pod People
- 20 December 1997 - Alchemist, Damaged, Blood Duster, Segression, Manticore, Abramelin, Mortal Sin, Armoured Angel, Superheist (cancelled - replaced by Dreadnaught), Psychrist, Crypt, Cryptal Darkness
- 28 Novembre 1998 - Segression, Alchemist, Damaged, Blood Duster, Deströyer 666, Beanflipper (cancelled - replaced by Dreadnaught), Misery, Armoured Angel, Cryogenic, Manticore (cancelled - replaced by Linedriver), Pod People, Deviant Plan, Lord Kaos, Sakkuth, Engraved, Soulcrusher, Volatile
- 27 Novembre 1999 - Cryogenic, Alchemist, Blood Duster, Superheist, Nazxul, Deströyer 666, Armoured Angel, Dreadnaught, Pod People, Sakkuth, Psi.Kore, Order of Chaos, Lord Kaos, Earth, Psychrist, Crypt, Dungeon, Kompost
- 28 Octubre 2000 - Voivod, Alchemist, Blood Duster, Sadistik Exekution (cancelled - replaced by Alarum), Henry's Anger, Cryogenic, Dreadnaught, Abramelin, Pod People, Deströyer 666, Misery, Psi.Kore, Psychrist, Frankenbok, Lord Kaos, Sakkuth, Toe Cutter, Screwface:13, Earth, Dungeon, Deadspawn, The Wolves (cancelled - replaced by Volatile), Chalice, Post Life Disorder, Astriaal, Encabulos, Atomizer, Dezakrate, Third Symptom
- 20 Octubre 2001 - Dungeon, Gospel of the Horns, Atomizer, Alchemist, Blood Duster, Psi.Kore, Sakkuth, Pod People, Dreadnaught, Earth, Frankenbok, Alarum, Chalice, Hypercenter, Psycroptic, Within Blood, Post Life Disorder, Screamage, Resistica, Clone B, Dark Order, Lycanthia, Hellspawn, Maladiction, Psychrist, Volatile, Deadspawn, Jerk, Hollow, Devolved, Elysium, Tribal Clown, Myrddraal, Truth Corroded, Redsands, Enter VI, Contrive
- 9 Novembre 2002 - EVENT CANCELLED. Proposed line-up: Destruction, Blood Duster, Dungeon, Earth, Frankenbok, Cog, Jerk, Pod People, Astriaal, Devolved, Psychrist, Alarum, Chalice, Sakkuth, Daysend, Psycroptic, Maladiction, Abortus, K.I.N., Enter Twilight, Clauz, Black Steel, Suns Owl, Contrive, Fuck...I'm Dead, Oni, Post Life Disorder, Infernal Method, Tourettes, Headmess, Hollow, LOG, Omnium Gatherum
- 20 Desembre 2003 - Damaged, Alchemist, Hobbs' Angel of Death, Blood Duster, Devolved, Virgin Black, Deströyer 666, Cog, Vanishing Point, Dungeon, Psychrist (cancelled - replaced by Kill For Satan), Jerk, Atomizer, Earth, Frankenbok, Pod People, Astriaal, Forte, Fuck... I'm Dead, Psycroptic, Dark Order, Contrive, Sakkuth, Daysend, Mindsnare, Infernal Method, Embodiment, Gospel of the Horns, Tourettes, The Stockholm Syndrome, Flesh Mechanic, Captain Cleanoff, D:Nine, Shatterwrath, LOG
- 5 Febrer 2005 (Canberra event only) - Blood Duster, Alchemist, Dungeon, Astriaal, Fuck... I'm Dead, Frankenbok, Psycroptic, Daysend, Alarum, Sakkuth, Vanishing Point, Walk the Earth, Parkway Drive, Gospel of the Horns, The Day Everything Became Nothing, Plague, Tailbone, Japunga, Pod People, Minus Life, K.I.N., Contrive, Earth, Brace, The Stockholm Syndrome, Mindsnare, The Deadly, Skintilla, 4 Dead, Repture, Fort, Sebasrockets
- 4 Novembre 2006 - I Killed the Prom Queen, Skinless, Alchemist, Frankenbok, Alarum, The Furor, Fuck... I'm Dead, Vanishing Point, Dreadnaught, Infernal Method, Pod People, The Day Everything Became Nothing, Shifosi, Anarazel, Minus Life, Truth Corroded, Ebolie, Clagg, Contrive, Switchblade, Inane Eminence, Shigella, Lord, Darkest Dawn, LOG, Whitehorse, Kill for Satan, Mytile Vey Lorth, Blood Duster, Captain Cleanoff, Gospel of the Horns, M.S.I., Earth, Ne Oblivscaris, Antonamasia, Ruins, 4 Dead, Samsara, Choke, Ghastly